# Asperula paui
Asperula paui là một loài thực vật có hoa trong họ Thiến thảo. Loài này được Font Quer mô tả khoa học đầu tiên năm 1920.